# South Fork (Pensilvânia)
South Fork é um distrito localizado no estado norte-americano de Pensilvânia, no Condado de Cambria.

## Demografia
Segundo o censo norte-americano de 2000, a sua população era de 1138 habitantes.
Em 2006, foi estimada uma população de 1057, um decréscimo de 81 (-7.1%).

## Geografia
De acordo com o United States Census Bureau tem uma área de
1,4 km², dos quais 1,3 km² cobertos por terra e 0,1 km² cobertos por água.

## Localidades na vizinhança
O diagrama seguinte representa as localidades num raio de 8 km ao redor de South Fork.